# Nadie nos mira
Nadie nos mira es una película coproducción de Argentina, España, Brasil, Colombia y Estados Unidos coescrita y dirigida por Julia Solomonoff. Protagonizada por Guillermo Pfening, Elena Roger y Rafael Ferro, fue estrenada en Argentina el 18 de mayo de 2017.

## Reparto
Participaron en el filme los siguientes intérpretes:
- Michael Patrick Nicholson como Doctor.
- Guillermo Pfening como Nico Lencke.
- Elena Roger como Andrea.
- Pascal Yen-Pfister como Pascal.
- Nadja Settel como Aupair.
- Petra Costa como Petra.
- Paola Baldion como Viviana.
- Rafael Ferro como Martín.
- Mirella Pascual como la madre de Nico.
- Marco Antonio Caponi como Pablo.
- Katty Velasquez como Lena.
- Josefina Scaro como Nanny.
- Jamund Washington como Jamund.
- Kerri Sohn como Claire.
- Vivi Tellas como amiga de Nico Lencke.
- Fernando Frias como Director.
- Paige Sciarrino como Cliente del bar.
- Noelle Lake como Kaitlin.
- Tomike Ogugua como Cop.

## Premios y nominaciones

### Premios Cóndor de Plata
Dichos premios serán entregados por la Asociación de Cronistas Cinematográficos de la Argentina en  2018.
| Año  | Categoría            | Candidato                                         | Resultado |
| ---- | -------------------- | ------------------------------------------------- | --------- |
| 2018 | Mejor Película       | Nadie nos mira                                    | Nominada  |
| 2018 | Mejor Dirección      | Julia Solomonoff                                  | Nominada  |
| 2018 | Mejor Actor          | Guillermo Pfening                                 | Nominada  |
| 2018 | Mejor Guion Original | Christina Lazaridi Julia Solomonoff               | Ganadora  |
| 2018 | Mejor montaje        | Karen Sztanjberg Andrés Tambornino Pablo Barbieri | Nominada  |
| 2018 | Mejor Fotografía     | Lucio Bonelli                                     | Nominada  |